# تومب لا نيج
تومب لا نيج (بالفرنسية Tombe la neige أي الثلج يسقط) أغنية شهيرة من عام 1963 للمغني البلجيكي سلفاتور أدامو وكانت أحد أسباب شهرته العالمية. والأغنية معروفة جدا في الشرق الأوسط والعالم العربي. ولقد أدى أدامو الأغنية بالإضافة إلى الفرنسية باللغات الألمانية والإسبانية والإيطالية والتركية واليابانية.
وللأغنية عدة نسخ مؤداة من فنانين آخرين بالفرنسية ولغات أخرى.